# Celton Biai
Celton Anssumane Biai (Lisbona, 13 agosto 2000) è un calciatore portoghese naturalizzato guineense, portiere del Dordrecht.

## Carriera

### Club
Cresciuto nel settore giovanile del Benfica, nel 2019 viene acquistato dal Vitória Guimarães, che lo aggrega alle proprie giovanili. Debutta in prima squadra il 15 ottobre 2022, in occasione dell'incontro di Taça de Portugal vinto per 1-3 contro il Canelas 2010. Il 18 marzo debutta anche in Primeira Liga, disputando l'incontro perso per 5-1 contro il Benfica.

### Nazionale
Ha giocato nelle nazionali giovanili portoghesi, partecipando tra l'altro anche agli Europei Under-21 del 2023.
Nel marzo del 2023 viene convocato per la prima volta dalla nazionale maggiore portoghese per le partite contro Liechtenstein e Lussemburgo, valide per le qualificazioni al campionato europeo di calcio 2024, rimanendo tuttavia in panchina in entrambe le gare.
Nell'ottobre del medesimo anno ha invece esordito in una partita amichevole con la nazionale della Guinea-Bissau.

## Statistiche

### Presenze e reti nei club
Statistiche aggiornate al 29 aprile 2023.
| Stagione        | Squadra           | Campionato      | Campionato | Campionato | Coppe nazionali | Coppe nazionali | Coppe nazionali | Coppe continentali | Coppe continentali | Coppe continentali | Altre coppe | Altre coppe | Altre coppe | Totale | Totale |
| Stagione        | Squadra           | Comp            | Pres       | Reti       | Comp            | Pres            | Reti            | Comp               | Pres               | Reti               | Comp        | Pres        | Reti        | Pres   | Reti   |
| --------------- | ----------------- | --------------- | ---------- | ---------- | --------------- | --------------- | --------------- | ------------------ | ------------------ | ------------------ | ----------- | ----------- | ----------- | ------ | ------ |
| 2022-2023       | Vitória Guimarães | PL              | 5          | -11        | CP+CdL          | 3+2             | -5 + -2         | UECL               | 0                  | 0                  |             | -           | -           | 10     | -18    |
| Totale carriera | Totale carriera   | Totale carriera | 5          | -11        |                 | 5               | -7              |                    | 0                  | 0                  |             | -           | -           | 10     | -18    |